# Bertl Petrei
Bertl Petrei (* 17. November 1919 in Bleiburg; † 17. Mai 2004) war ein österreichischer Journalist.

## Leben
Bertl Petrei wuchs bei seinen Großeltern auf. Er besuchte ein humanistische Gymnasium in Wien. Im Zweiten Weltkrieg war er Luftschutzlehrer sowie beim Kärntner Grenzruf und der HJ-Pressestelle in Klagenfurt beschäftigt. Am 20. Januar 1941 beantragte er die Aufnahme in die NSDAP und wurde zum 1. September desselben Jahres aufgenommen (Mitgliedsnummer 8.549.525). 1944–45 leistete er als Soldat Dolmetschdienst in Italien (er war von Geburt durch einen fehlenden linken Unterarm eingeschränkt). Nach einer englischen Kriegsgefangenschaft studierte er an der Universität Wien Zeitungswissenschaft, Germanistik und Volkskunde. Nach dem Studium war er freier Mitarbeiter diverser deutscher Rundfunkanstalten. Er arbeitete von 1952 bis 1979 hauptberuflich beim ORF, anfangs als Reporter, dann Spartenleiter für Volkskultur in Kärnten, Niederösterreich und Burgenland, bis 1970 als Intendant vom ORF-Landesstudio Burgenland, dann als Gesamtkoordinator für Volkskultur des ORFs für Rundfunk und Fernsehen.
Petrei war an der Restaurierung und Einrichtung des Museums Waldschule Alpl in Krieglach beteiligt. Für seine Veröffentlichungen gründete er den Selbstverlag Verlag Dr. Bertl Petrei, in dem er 1962–1999 39 Publikationen unterschiedlicher Autoren herausgab. Hierzu zählt auch eine neunteilige Reihe unter dem Titel Die schönsten Volksbücher, in der neben Storm und Anzengruber regionale zeitgenössische Autoren mit teils sehr geringer Bekanntheit erschienen. Daneben erschienen einige seiner Bücher bei Heyn und Hermagoras.
In Kritik geriet Petrei durch seine verklärenden Erinnerungen an den Anschluss Österreichs an Hitler-Deutschland in Kärnten im Kärntner Grenzland-Jahrbuch 1989 der FPÖ unter Jörg Haider.

## Auszeichnungen
- Berufstitel Professor
- Georg-Graber-Medaille 1993[10]

## Publikationen
- Jahrtausende ziehen mit uns. Der Roman der Geschichte und Erforschung des Kärntner Vierbergelaufes. Verlag Bertl Petrei, Maria Rain 1962, Unveränderter Nachdruck im Verlag Heyn, Klagenfurt 1986, ISBN 3-85366-488-1.
- Das Österreichische Wandermuseum in Peter Roseggers Waldschule. Verein „Österreichisches Wandermuseum in Peter Roseggers Waldschule“, Alpl 1982.
- Der Kokolore. Menschen und Geschichten einer Kindheit. Verlag Heyn, Klagenfurt 1986, ISBN 3-85366-489-X.
- Zeitgeschichten. Erzählungen aus 5 Jahrzehnten. Verlag Heyn, Klagenfurt 1988, ISBN 3-85366-559-4.
- 100 Begegnungen mit der Kärntner Seele. Aus der Heimat-Krone in der Kärntner Krone. Verlag Heyn, Klagenfurt 1992, ISBN 3-85366-728-7.
- Grüß Gott, lieber Gott! Geschichten um Begegnungen. Verlag Bertl Petrei, Wien 1999, ISBN 3-9501128-0-4.